# (20136) Eisenhart
(20136) Eisenhart est un astéroïde de la ceinture principale de la famille de Hungaria.

## Description
(20136) Eisenhart est un astéroïde de la ceinture principale, de la famille de Hungaria. Il présente une orbite caractérisée par un demi-grand axe de 1,93 UA, une excentricité de 0,06 et une inclinaison de 24,3° par rapport à l'écliptique.

## Compléments